# 스텀블어폰

스텀블어폰의 로고

스텀블어폰(영어: StumbleUpon)은 사용자에게 웹사이트를 찾아 추천해주는 디스커버리 엔진의 하나이다. 피어 소싱 소셜 네트워킹 기법을 활용하여 사용자 개인 취향에 맞는 웹 페이지, 사진, 비디오를 찾아 사용자에게 제시해준다.
모질라 파이어폭스, 구글 크롬, 인터넷 익스플로러 및 기타 모질라 기반 브라우저 상에서 툴바로도 스텀블어폰 서비스를 이용할 수 있다. 사파리 및 오페라 상에서는 서드 파티의 툴바로 스텀블어폰 서비스를 이용할 수 있다.

## 역사
2001년 11월, 개릿 캠프(Garret Camp), 제프 스미스(Geoff Smith), 저스틴 러프랜스(Justin LaFrance), 에릭 보이드가 스텀블어폰을 창업하였다. 개릿 캠프는 캘커리 대학교에 다니는 대학원생이었다. 일단 그들은 회사를 하나 창업부터 하였다. 회사가 무엇을 할 지는 나중에 결정하였다. 5개 내지 6개의 제품을 위한 아이디어 중에서 하나 고른 것이 스텀블어폰이었다. 캠프는 BBC 인터뷰에서 "50만 사용자 수"가 넘어가는 순간, 이제 회사가 진짜로 좀 되는구나 생각했었다고 밝혔다. 
서비스가 유명해지자, 실리콘 밸리 투자가 브래드 오닐(Brad O'Neill)이 관심을 보였다. 오닐은 회사가 샌프란시스코로 이전하는 데 도움을 주었으며, 램 스리람 (구글), 미치 카포 (모질라), 롯 콘웨이, 퍼스트 라운드 캐피탈 등 다른 에인절 캐피털 투자가/회사 등을 통해 회사가 120만 미국 달러의 자금을 끌어모으는 데 도움을 주었다. 현재 회사의 본사는 샌프란시스코에 있으며, 창업자인 개릿 캠프 및 제프 스미스는 샌프란시스코에 살고 있다.
스텀블어폰은 2007년 5월 이베이에 인수합병되었다. 가격은 7500만 미국 달러였다. 2009년 4월, 캠프, 스미스 및 기타 투자자들이 이베이로부터 회사를 다시 사들였다. 2011년 현재 스텀블어폰은 엔젤 투자자로부터 투자를 받고 있는 독립적인 회사형태로 존재하고 있으며, 사업장은 샌프란시스코 및 뉴욕 시에 두고 있다.

## 서비스
스텀블어폰은 협업 필터링 (많은 사용자들로부터 얻은 기호정보(taste information)에 따라 사용자들의 관심사들을 자동적으로 예측하게 해주는 방법) 기법을 통해 같은 생각(의견, 취미)의 웹 서퍼들을 한데 묶어주고 있다. 일종의 가상 커뮤니티를 만든다고 보면 된다. 사용자가 웹 사이트에 대한 평가를 내리면, 스텀블어폰은 그 사실을 사용자의 프로파일 페이지(블로그 방식으로서 사용자가 평가한 사이트들을 기록해둔다.)에 기록하며, 또한 스텀블어폰은 같은 관심사를 가진 웹 서퍼를 모은 피어 네트워크(peer network)를 생성한다. 이러한 소셜 네트워크가 어떠한 웹 콘텐트가 보일까 말가를 결정하게 되며, 사용자는 다른 친구나 피어(peer)가 명시적으로 추천한 웹 사이트에 말 그대로 발부리가 걸려 들르게 된다. 사용자가 한 사이트에 대해 좋아요(thumb up) 버튼을 누르면, 그 사이트는 사용자의 즐겨찾기(favorites)로 남게 된다.

## 같이 보기
- 소셜 북마크
- 웹 2.0